# Ofiarowanie Izaaka (obraz Caravaggia z 1603)
Ofiarowanie Izaaka (wł. Sacrificio di Isacco) – powstały w latach 1601–1602 obraz autorstwa włoskiego malarza epoki baroku – Caravaggia.

## Historia obrazu
Dzieło powstało na zamówienie kardynała Maffeo Barberiniego (późniejszego papieża Urbana VIII). Obraz znajduje się w zbiorach Galerii Uffizi we Florencji, eksponowany jest w Sala del Caravaggio. Wcześniejsza wersja Ofiarowania Izaaka tego artysty, znajdująca się w kolekcji Barbary Piaseckiej Johnson w Princeton, namalowana została w 1596.
Dzieło skatalogowane zostało w spisie inwentarzowym rodziny Barberinich w Rzymie. W 1812 poprzez dziedziczenie związane z wianem małżeńskim weszło do kolekcji Colonna di Sciarra. Do Galerii Uffizi trafił w 1917 jako dar Johna Fairfaxa Murraya.
Izaak sportretowany na obrazie zidentyfikowany został jako Cecco del Caravaggio. Malarz ten pojawia się na szeregu dzieł Caravaggia (m.in. Amor zwycięski z 1602–1603, Św. Jan Chrzciciel dziecięciem z 1602). Również anioł miał pierwotnie twarz Boneriego. Artysta w trakcie powstawania dzieła zmodyfikował rysy twarzy, by oglądający nie mógł łatwo zauważyć podobieństwa.

## Opis obrazu
Caravaggio przedstawił opisane w 22 rozdziale starotestamentalnej Księgi Rodzaju wydarzenie z sagi o patriarchach: Bóg postanowił wystawić patriarchę Abrahama na próbę. Po oddaleniu Izmaela sędziwy już patriarcha miał doczekać się upragnionego syna z żony swej Sary. Chłopca nazwano Izaakiem. Gdy głowa rodu zawarła przymierze z Abimelekiem, Stwórca zażądał od Abrahama, by złożył Izaaka w ofierze na wzgórzu Moria. W ostatniej chwili Bóg posłał anioła, by powstrzymał śmiercionośne cięcie. Zamiast Izaaka Abraham złożył w ofierze baranka, którego wskazał Pan. Wydarzenie to drogie jest wyznawcom trzech monoteistycznych religii, chociaż dla muzułmanów składanym w ofierze był Izmael, Koran nie podaje imienia syna. Scena przedstawiana była już w okresie starożytnym, m.in. na mozaice podłogowej w synagodze w Bet Alfa, w rzymskich katakumbach Pryscylli i Domitylli oraz w chrześcijańskiej sztuce sakralnej.
Abraham w sile wieku mocno trzyma lewą ręką chłopca, przyciskając jego kark do kamienia ofiarnego. W prawej ręce, tej która zostaje powstrzymana przez anioła, trzyma nóż. Na szczególną uwagę zasługuje sposób wyrażenia tragiczności sytuacji, maluje się ona na twarzy Izaaka. Abrahamowy syn sprzeciwia się własnej śmierci. Malarz rzadko przedstawiał pejzaże. Na tym obrazie uwidoczniony został krajobraz z samotnymi domami i zamkiem lub klasztorem. Poza Ofiarowaniem Izaaka pejzaż znajduje się jeszcze na obrazie Odpoczynek w czasie ucieczki do Egiptu z ok. 1595. Na prawo od głowy chłopca przedstawiony został łagodnie spoglądający na anioła baran.